# Altarprydnad

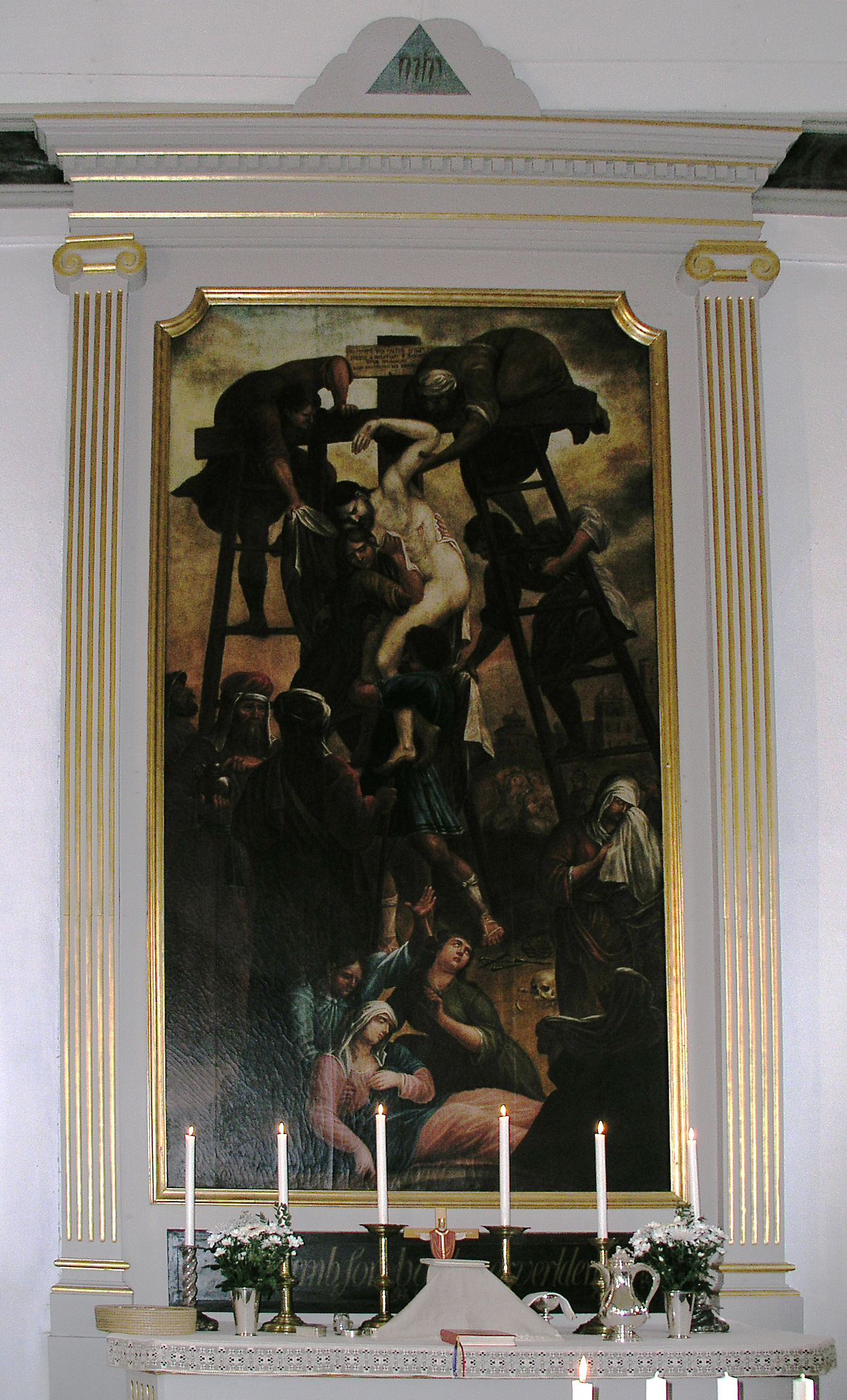
Altare i Rystads kyrka.

Altarprydnad är ett samlingsnamn för de bilder som pryder det kristna altaret och avser att levandegöra det kristna budskapet. Bilderna kan presenteras i form av altarskåp, altaruppsats och altartavla.